# James Japp
Viši inspektor James Harold Japp je fiktivni lik koji radi za Scotland Yard, pojavljujući se u nekoliko romana spisateljice Agatha Christie i pričama o Hercule Poirotu. Iako prikazan kao sposoban detektiv, Japp nije ravan Poirotu, ali između dva detektiva postoji međusobno poštovanje. Kao i kod ostalih sporednih likova (Miss Lemon i Hastings), uloga Jappa u TV adaptacijama je znatno veća nego u romanima.
Inspektor Japp se pojavljuje u sljedećim romanima: 
- Zagonetni događaj u Stylesu (1920.)

- Velika četvorka (1927.)

- Opasnost u End Houseu (1932.)

- Smrt Lorda Edgwarea (1933.)

- Smrt u oblacima (1935.)

- A.B.C. ubojstva (1936.)

- Patriotska ubojstva (1940.)

U većini ovih djela, Japp je sporedan lik s minimalnom interakcijom s Poirotom. Važan lik postaje u Smrti Lorda Edgwarea, a jednako je i u Smrti u oblacima, te Patriotskim ubojstvima. Nakon toga, slično kao i Hastings, Japp se ne pojavljuje u knjigama.
U najpoznatijoj TV adaptaciji, Jappa glumi Phillip Jackson.